# Monte Azul
Monte Azul – miasto i gmina w Brazylii, w stanie Minas Gerais.